# Thangool Airport
Thangool Airport (engelska: Biloela Airport) är en flygplats i Australien. Den ligger i kommunen Banana och delstaten Queensland, omkring 410 kilometer nordväst om delstatshuvudstaden Brisbane.
Trakten runt Thangool Airport är nära nog obefolkad, med mindre än två invånare per kvadratkilometer.. Närmaste större samhälle är Biloela, omkring 13 kilometer nordväst om Thangool Airport.
I omgivningarna runt Thangool Airport växer huvudsakligen savannskog.  Genomsnittlig årsnederbörd är 971 millimeter. Den regnigaste månaden är januari, med i genomsnitt 210 mm nederbörd, och den torraste är juli, med 25 mm nederbörd.